# Sulfaguanidyna
Sulfaguanidyna (łac. sulfaguanidinum) – organiczny związek chemiczny, amid kwasu sulfanilowego i guanidyny. Stosowana jako lek z grupy sulfonamidów.
Obecnie bardzo rzadko stosowany w zakażeniach bakteryjnych przewodu pokarmowego, nieżycie żołądka, zapaleniu jelit. Działa bakteriostatycznie na bakterie przewodu pokarmowego. Dawniej dostępna w Polsce w gotowych formach leków, obecnie jedynie jako substancja do receptury aptecznej i wykorzystywana w niej najczęściej jako składnik globulek dopochwowych. Nadal stosowana w weterynarii.